# Portret van Tomás Pérez de Estala
Het Portret van Tomás Pérez de Estala is een schilderij van Francisco Goya dat hij omstreeks 1795 maakte. Sinds 1912 maakt het deel uit van de collectie van de Hamburger Kunsthalle.

## Tomás Pérez de Estala
Tomás Pérez de Estala (1754–1827) was afkomstig uit Villel in Aragón. Hij volgde een opleiding tot slotenmaker en werkte in verschillende werkplaatsen in Spanje, en vanaf 1776 ook in Frankrijk, waar hij kennismaakte met moderne technologieën die in zijn land onbekend waren. Dankzij de op deze manier verworven kennis introduceerde hij de eerste stoommachines in de Spaanse mijnbouw. Hij maakte hiervoor ook een reis naar Engeland, waar hij de gevolgen van de industriële revolutie grondig leerde kennen. 
Hij verhuisde naar Segovia, waar hij ging werken in de moderne industriële Koninklijke Lakenfabriek (Fábrica Real de Paños de Ortiz de Paz). Door koninklijke tussenkomst trouwde hij met de dochter van de fabriekseigenaar en kon zo hoofdingenieur worden. Na de dood van zijn schoonvader nam hij de leiding van de fabriek over. Hoewel hij van bescheiden afkomst was, maakte hij dankzij zijn huwelijk niet alleen professioneel, maar ook sociaal een belangrijke stap omhoog. Hij had adellijke voorrechten en samen met zijn echtgenote bezat hij een paleis in Madrid. Vanaf 1808 bracht hij een verzameling kunstwerken bijeen, gewaardeerd om de kwantiteit en kwaliteit van de werken.

## Voorstelling
Pérez de Estala wordt afgebeeld tegen een neutrale achtergrond, zittend in een brede fauteuil bekleed met gele stof. Een soortgelijk meubelstuk komt voor in andere werken van Goya, zoals het Portret van Doña Antonia Zárate, wat erop wijst dat het schilderij in het atelier van de schilder is gemaakt. De rand van de fauteuil deelt het schilderij in tweeën. De welving van de stoel keert terug in de mond, wenkbrauwen en schedel van de hoofdpersoon.
Het licht dat van links komt, concentreert zich op het gezicht en benadrukt het grote hoofd en de brede kaak van de man. Hij draagt een open blauwe jas en een wit overhemd. Een sjaal met een rood patroon is rond zijn nek vastgebonden. In zijn linkerhand heeft hij een vel opgerold papier met de inscriptie D.n / Thomas Perez / Estala. / DFde Goya, terwijl zijn rechterhand verborgen is in zijn broekzak. Goya gebruikte lichte penseelstreken, vooral zichtbaar op de fauteuil.
Na een ernstige ziekte veranderde het werk van Goya, die snel carrière als portretschilder had gemaakt. Hij werd meedogenlozer in de manier waarop hij zijn modellen waarnam en schilderde met minder aandacht voor detail. In dit schilderij valt de harde blik van Pérez de Estala op. Hij wordt getoond als een man die weet wat hij wil en gewend is dat ook te krijgen. De torso is iets naar de rechterkant van het personage gericht, terwijl de blik naar de toeschouwer gaat en hij een opgerold papier in zijn linkerhand houdt, waardoor het portret beweging krijgt.

## Datering
Pérez de Estala gaf opdracht om een kopie van het schilderij te maken, zodat hij er voor elk van zijn twee woningen een had. Een versie bevindt zich in de Hamburger Kunsthalle, de andere in een privécollectie in Madrid. Sommige kenners (bijv. Pierre Gassier) twijfelen welk schilderij het origineel is. 
De schilderijen werden voor het eerst beschreven door de Duitse kunsthistoricus August L. Mayer, die beide versies op 1800 dateerde. Andere kenners komen op verschillende gronden tot andere dateringen van de werken, die vallen tussen 1792 en 1805. Het is mogelijk dat het portret van Pérez de Estala is gemaakt ter gelegenheid van zijn benoeming tot commissaris van de koning (Comisario Regio) in 1798. 

## Herkomst
Het schilderij behoorde tot de collecties van de graaf van Cedillo en van de Duitse verzamelaar Eduard Friedrich Weber. In 1912 werd het aangekocht voor de Kunsthalle.

## Afbeeldingen

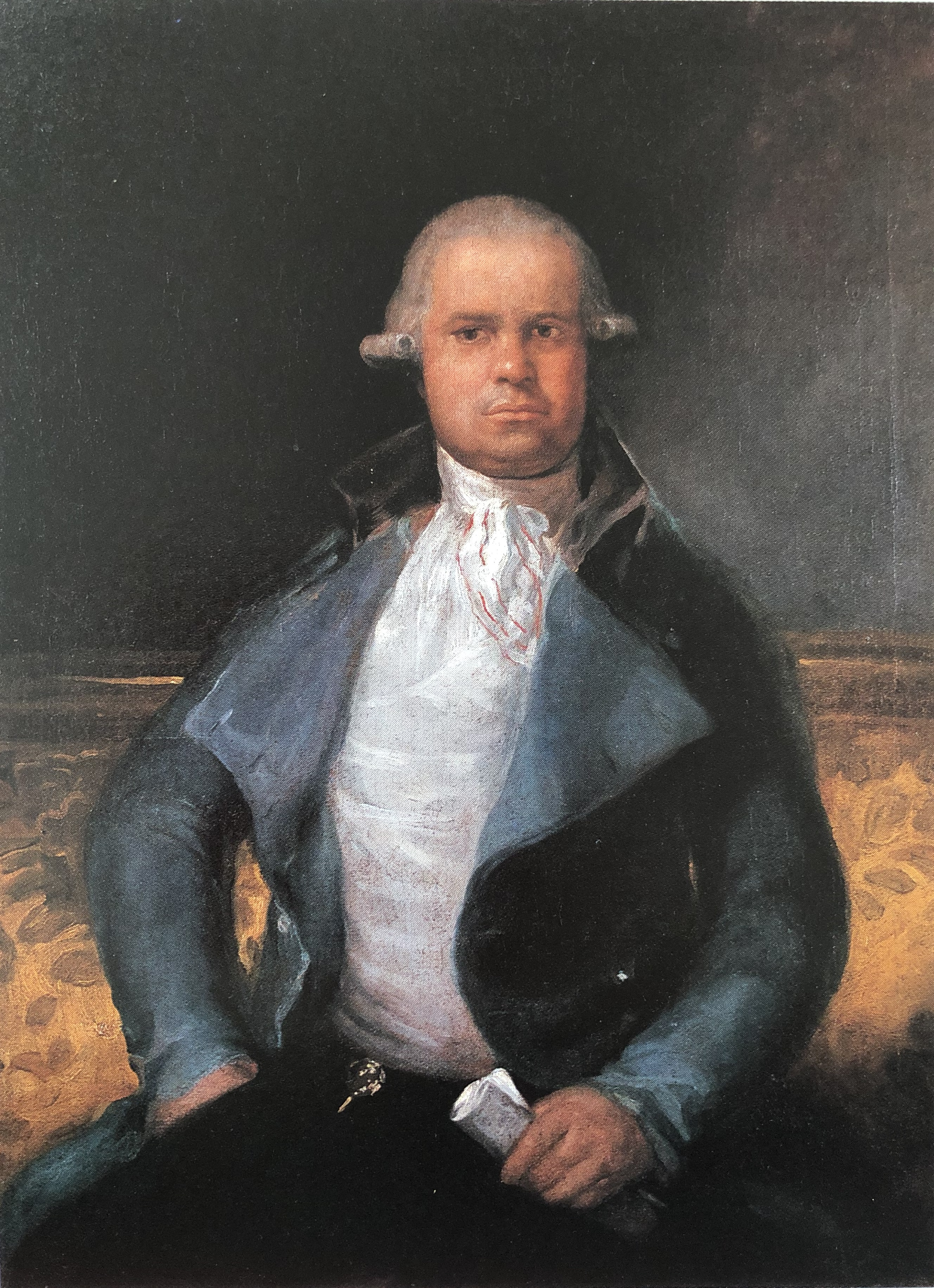
Kopie (privé-collectie)
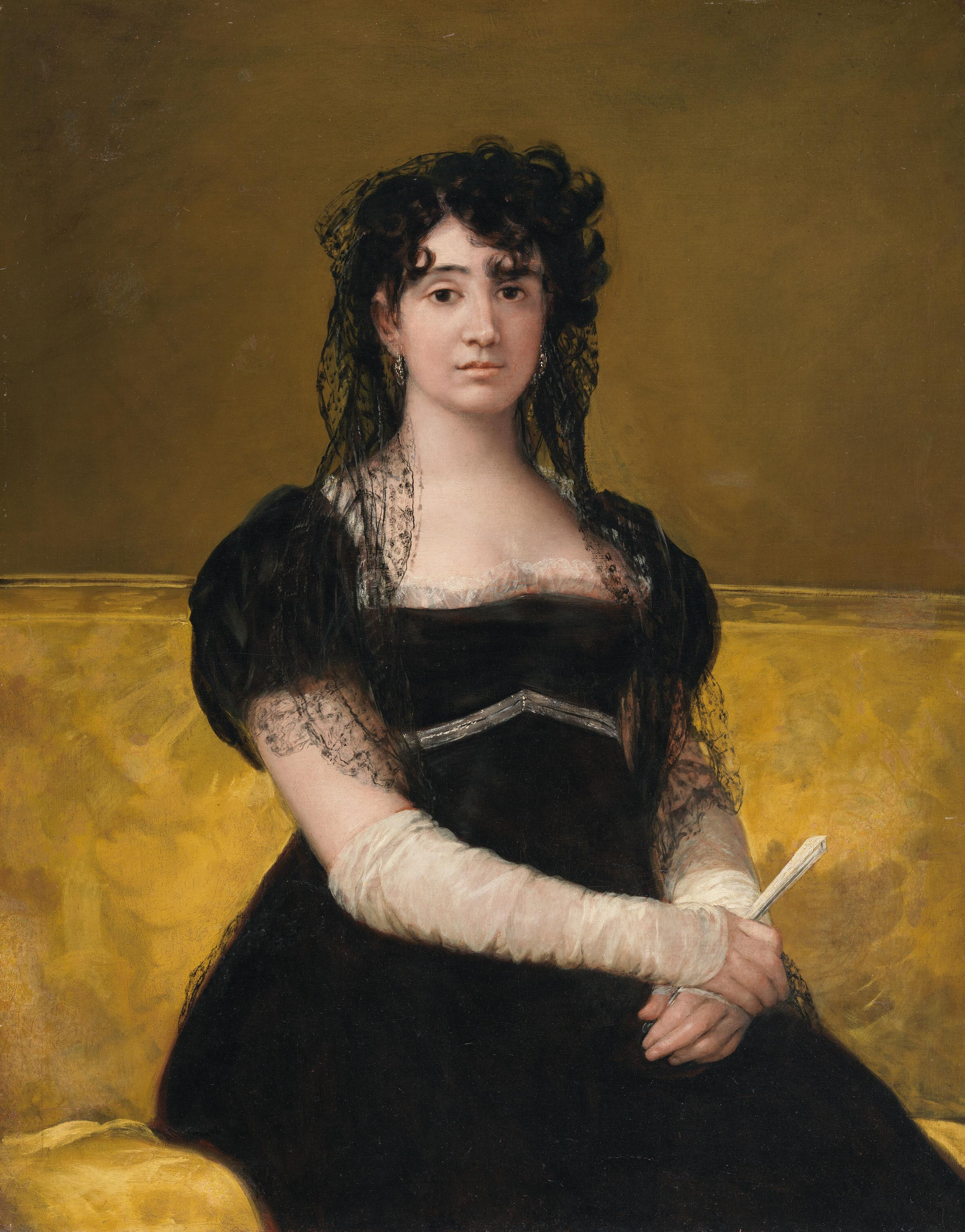
Portret van Doña Antonia Zárate